# Fred J. Brown
Frederick Joseph „Fred“ Brown (* 7. April 1935 in Los Angeles, Kalifornien; † 9. November 2003 in Northridge, Kalifornien) war ein US-amerikanischer Tontechniker.

## Leben
Brown begann seine Karriere Mitte der 1950er Jahre mit dem Film noir Schrei in der Nacht von Frank Tuttle. Nach einigen weiteren Spielfilmen, darunter Elmer Gantry, wandte er sich Mitte der 1960er Jahre dem Fernsehen zu, wo er zwischen 1964 und 1967 an zahlreichen Fernsehserien mitwirkte. Unter anderem wirkte er an 60 Folgen von Bezaubernde Jeannie und 69 Folgen von Verliebt in eine Hexe mit. Ab Ende der 1960er Jahre lag sein Arbeitsschwerpunkt wieder beim Film, und er war nur noch gelegentlich an Fernsehproduktionen beteiligt. Für seine Mitarbeit am Fernsehfilm Das letzte Wort hat Tilby mit Henry Fonda und Maureen O’Hara in den Hauptrollen gewann er 1973 den Primetime Emmy.
Für William Friedkins Horrorfilm Der Exorzist war er 1975 für den BAFTA Film Award in der Kategorie Bester Ton nominiert. In der Folge arbeitete er an einer Reihe großer Hollywoodproduktionen wie Die Tiefe, Convoy und Das China-Syndrom. Zwischen 1982 und 1988 wirkte er an den ersten drei Filmen Sylvester Stallones Rambo-Reihe mit. 1986 war er für Rambo II – Der Auftrag für den Oscar in der Kategorie Bester Tonschnitt nominiert.
Brown zog sich 1997 aus dem Filmgeschäft zurück und starb 2003 im Alter von 68 Jahren in Northridge, Kalifornien.

## Filmografie (Auswahl)
- 1960: Elmer Gantry
- 1973: Der Exorzist (The Exorcist)
- 1975: Die Killer-Elite (The Killer Elite)
- 1977: Die Tiefe (The Deep)
- 1978: Convoy
- 1979: Das China-Syndrom (The China Syndrome)
- 1982: Conan der Barbar (Conan the Barbarian)
- 1982: Rambo (First Blood)
- 1985: Rambo II – Der Auftrag (Rambo: First Blood Part II)
- 1988: Rambo III
- 1988: Red Heat
- 1989: Deep Star Six
- 1991: Flug durch die Hölle (Flight of the Intruder)
- 1994: Highlander III – Die Legende (Highlander III – The Sorcerer)

## Auszeichnungen (Auswahl)
- 1975: BAFTA Film Award in der Kategorie Bester Ton für Der Exorzist
- 1986: Oscar-Nominierung in der Kategorie Bester Tonschnitt für Rambo II – Der Auftrag